# یوری باشکاتوف
یوری باشکاتوف (روسی: Ю́рий Никола́евич Башка́тов؛ زادهٔ ۲۰ ژوئن ۱۹۶۸) شناگر اهل اتحاد جماهیر شوروی سوسیالیستی است.
وی در مسابقات کشوری و بین‌المللی در مجموع برندهٔ ۱ مدال طلا، ۳ مدال نقره، ۱ مدال برنز شده‌است.